# Dulce de leche
Dulce de leche (tiếng Tây Ban Nha: [ˈdulse ðe ˈletʃe, ˈdulθe ðe ˈletʃe]; tiếng Bồ Đào Nha: doce de leite), sốt caramel sữa hoặc mứt sữa, là một sản phẩm mứt kẹo phổ biến ở Mỹ Latinh, cũng được tìm thấy trong các món ăn Pháp (confiture de lait) và Ba Lan (kajmak), được chế biến bằng cách đun nóng từ từ đường và sữa trong khoảng thời gian vài giờ. Chất tạo thành có độ đặc giống như nước xốt, dễ phết, có hương vị và màu sắc phong phú nhờ sự chuyển hóa thành màu nâu không có enzym. Nó thường được dùng để phủ lên trên hoặc làm nhân cho các món ngọt.
Dulce de leche là thuật ngữ tiếng Tây Ban Nha có nghĩa là "vị ngọt được [làm] từ sữa". Các tên khác của thuật ngữ này bao gồm manjar ("món ngon") và arequipe; ở México và một số quốc gia Trung Mỹ  dulce de leche làm bằng sữa dê được gọi là 'cajeta'.

## Chuẩn bị và tiêu dùng
Công thức cơ bản nhất yêu cầu đun từ từ sữa và đường, khuấy gần như liên tục cho đến khi đường tan (sau đó có thể thêm baking soda) trong khoảng 1,5 – 2 giờ, cho đến khi hỗn hợp đặc lại và cuối cùng chuyển sang màu nâu vàng đậm.
Phương pháp khác yêu cầu để một gallon sữa ở nhiệt độ phòng trong suốt 24 giờ. Khí sẽ làm hỏng sữa và những gì còn lại là sữa đông và váng sữa. Sau đó nó được đun sôi, làm cho chất rắn chảy lên trên. Chất rắn được loại bỏ và đường được thêm vào. Hỗn hợp này được khuấy cho đến khi cứng lại, sau đó lấy ra khỏi bếp và để nguội. Sau khi nguội, nó được chia nhỏ để tiêu thụ. Với một gallon, phương pháp này mang lại khoảng hai cốc.
Các thành phần khác như vani có thể được thêm vào để tạo hương vị. Phần lớn nước trong sữa bay hơi và hỗn hợp đặc lại; sản phẩm dulce de leche thường bằng khoảng 1/6 thể tích sữa được sử dụng. Sự biến đổi này xảy ra trong quá trình chuẩn bị là do sự kết hợp của hai phản ứng chuyển hóa thành nâu không enzym phổ biến được gọi là caramel hóa và Phản ứng Maillard.
Một phương pháp chế biến khác, tương tự như sữa đặc đun sôi của Nga được gọi là "varyonaya sgushchyonka", bao gồm việc sử dụng sữa đặc có đường đóng lon hoặc đóng hộp và nấu trong nồi áp suất trong 20 đến 25 phút để có màu nhạt và hơi mềm, hoặc 40 đến 25 phút, 45 phút để có màu đậm hơn và độ đặc chắc hơn. Nếu dùng sữa đặc đóng hộp thì nên bọc trong khoảng 5 đến 6 lớp giấy nhôm để tránh bị vỡ.
Cũng có thể cho sữa đặc vào lọ thủy tinh rồi đun sôi trong nồi áp suất. Trong phương pháp này, các thành phần khác nhau cũng có thể được thêm vào, chẳng hạn như dừa vụn hoặc đậu phộng. Tuy nhiên, cần phải thực hiện một số biện pháp phòng ngừa nhất định, chẳng hạn như bọc bình bằng khăn bếp và lót nồi áp suất bằng một chiếc khăn bếp khác để đáy bình không chạm vào nồi (vì tiếp xúc có thể làm vỡ kính). Thời gian nấu tương tự như phương pháp trước (khoảng 35 đến 40 phút). Nên cho nước vào nồi áp suất – đủ ngập lon hoặc hộp  sữa đặc. Có thể cho một lượng nhỏ giấm vào nước trong nồi áp suất để nước không bị đổi màu ở đáy. Trong mọi trường hợp, khi đã sẵn sàng, điều quan trọng là phải để dulce de leche nguội hoàn toàn, khoảng 2 giờ.
Dulce de leche có thể ăn trực tiếp, nhưng thường được dùng để phết hoặc nhân cho các món ngọt khác, chẳng hạn như bánh ngọt, churro, bánh quy (xem alfajor), bánh tổ ong, bánh flan (còn được gọi là crème caramel (được gọi là pudim ở những nước nói tiếng Bồ Đào Nha) (đừng nhầm với bánh nướng flan của Anh), thêm vào các loại trái cây như chuối, vả tây, và kem lạnh; nó cũng có thể ăn kèm với crêpe (panqueques), oblea (bánh xốp) và bánh mì nướng.

## Biến thể
Ở Pháp, chúng được gọi là confiture de lait và có truyền thống ở vùng Normandie và Savoy. Biến thể này thường được dùng kèm với fromage blanc hoặc crêpe.
Một biến thể tương tự còn được gọi là kajmak trong nền ẩm thực Ba Lan, nơi nó được tạo ra một cách độc lập (dựa trên kaymak một loại kem đông ở Thổ Nhĩ Kỳ). Kajmak được sử dụng phổ biến nhất cho bánh xốp hoặc bánh mazurek. Theo truyền thống, chúng được ăn vào dịp Lễ Phục sinh.

## Hình ảnh

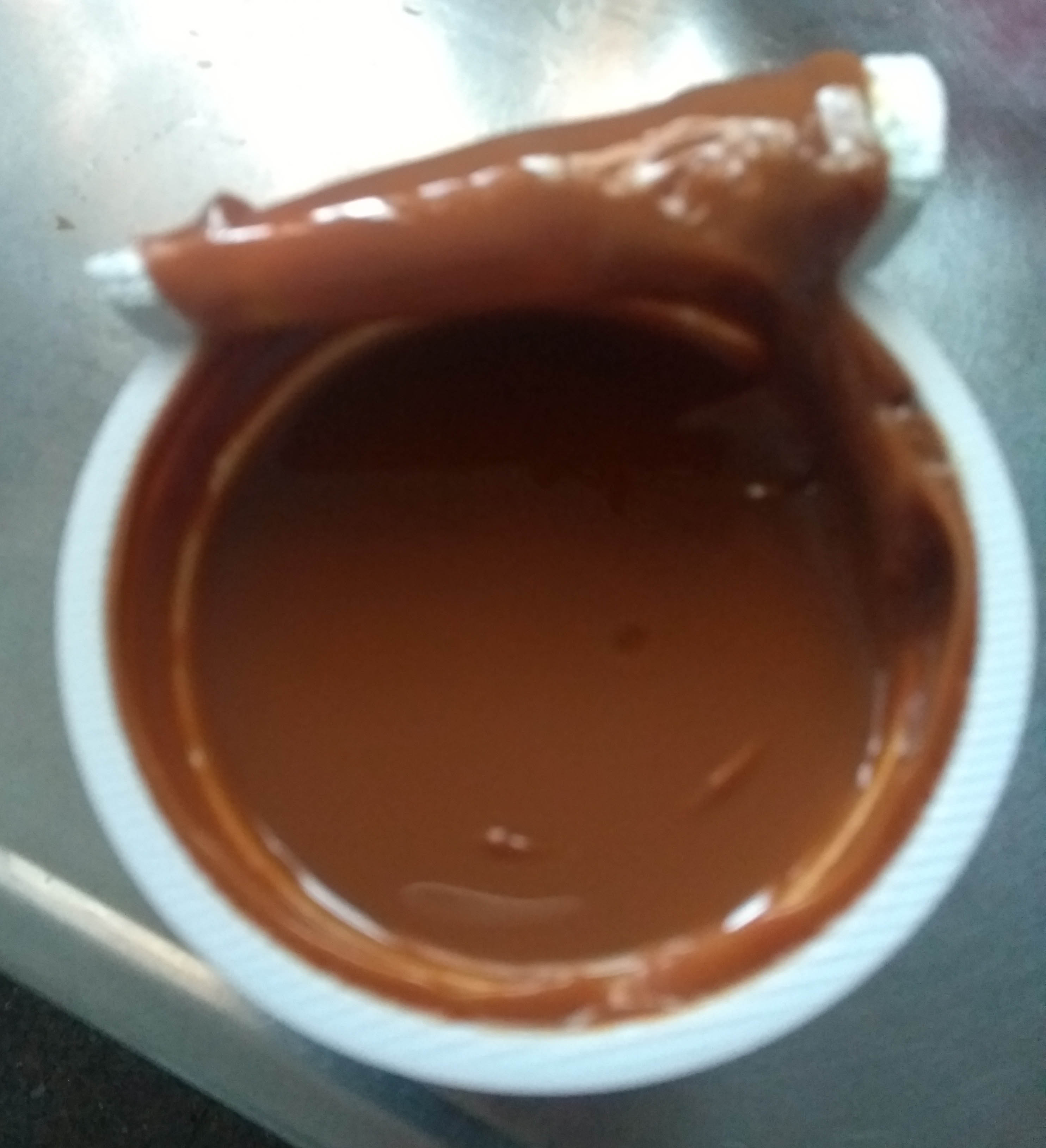
Hộp Dulce de leche
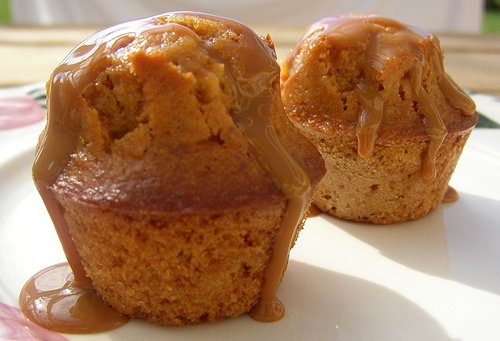
Muffin
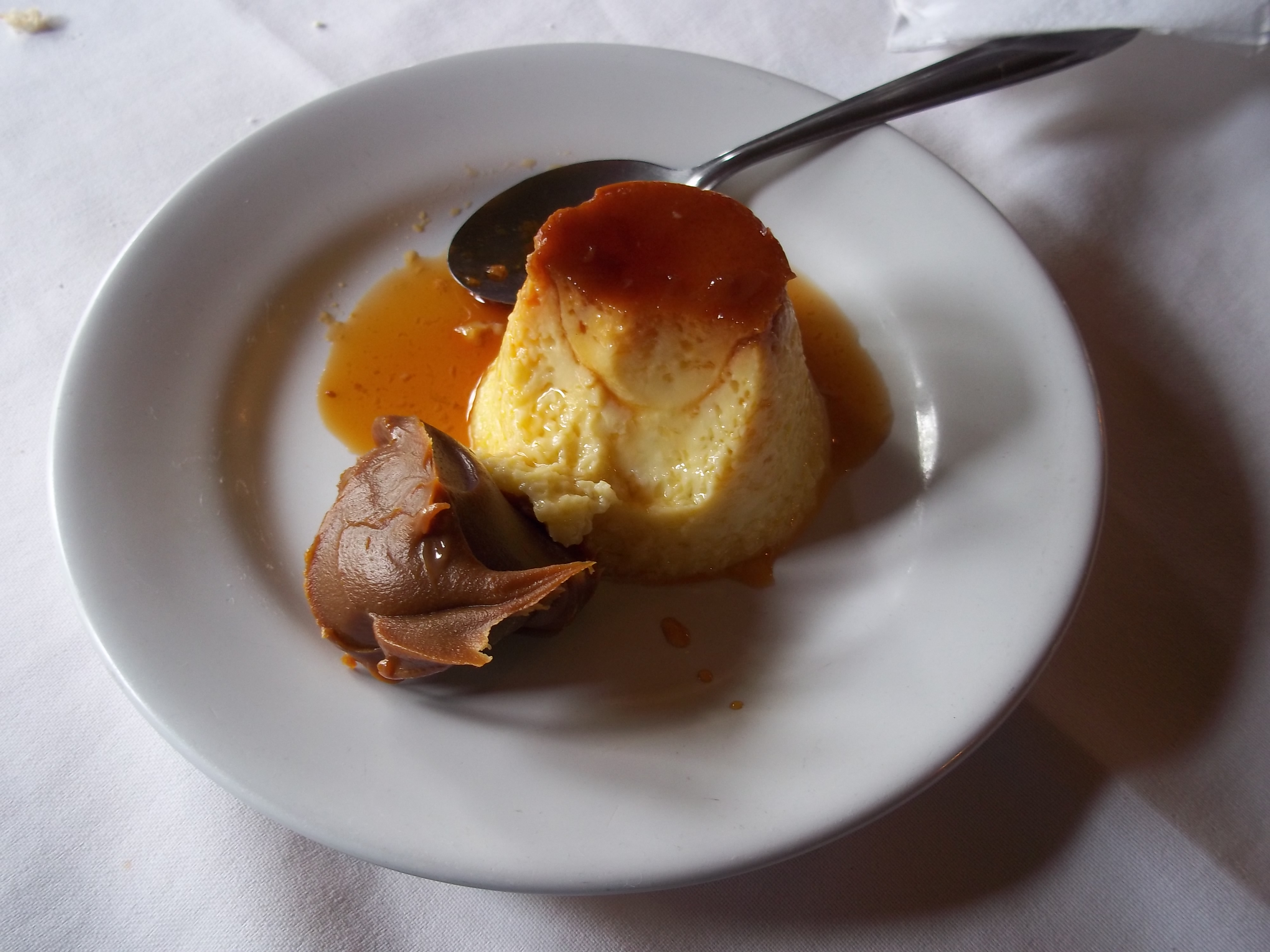
Crème caramel, một biến thể của bánh flan
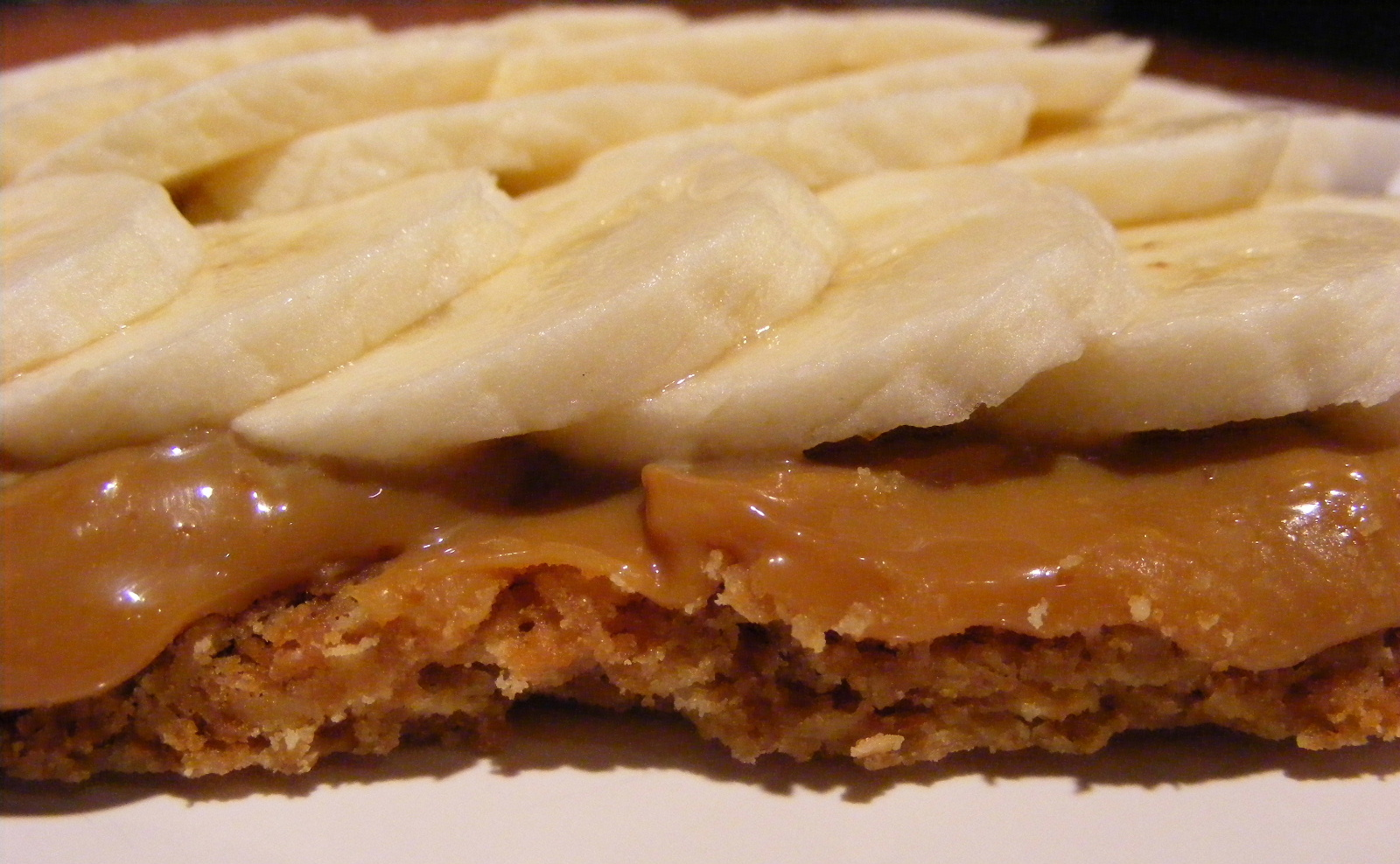
Bánh banoffee
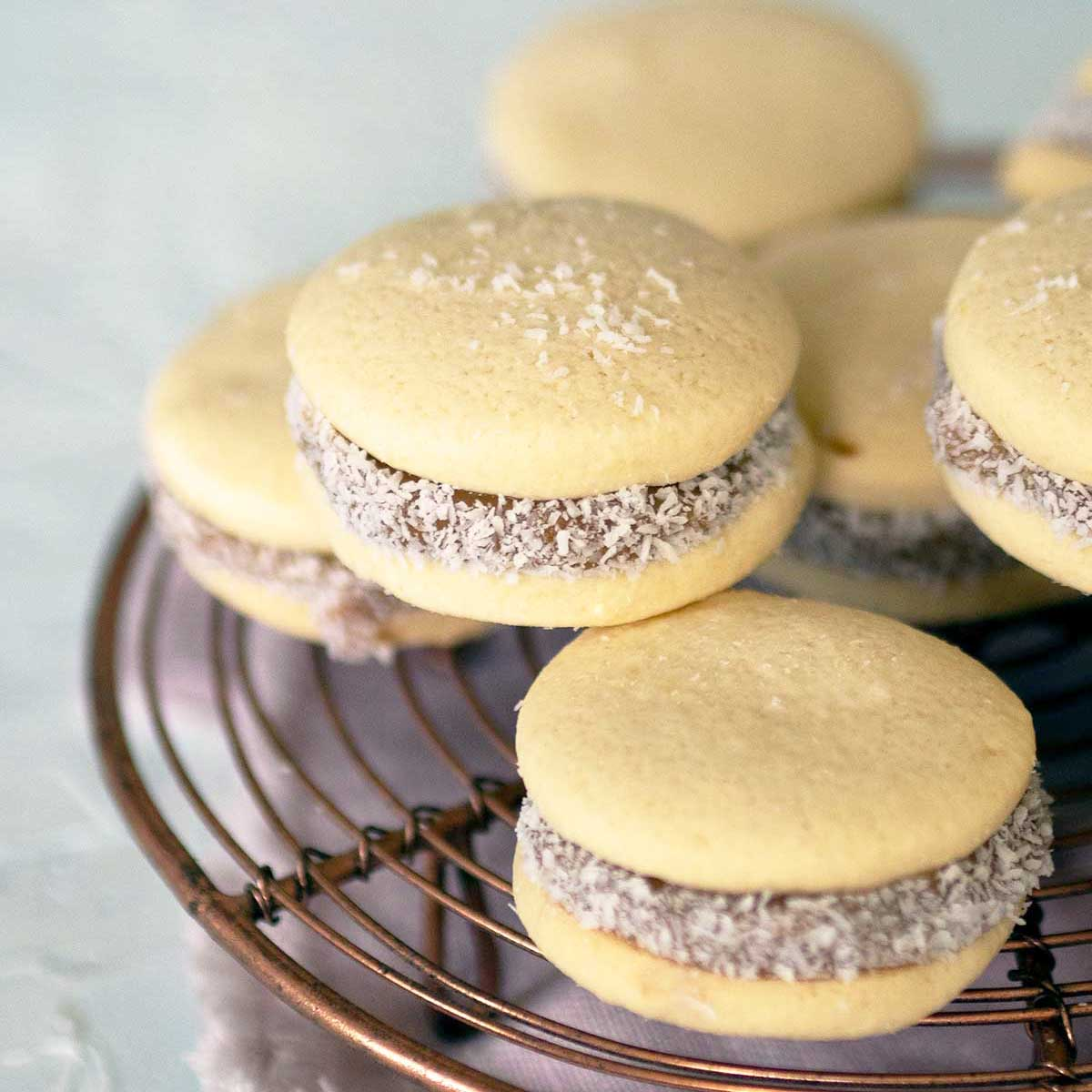
Bánh alfajor
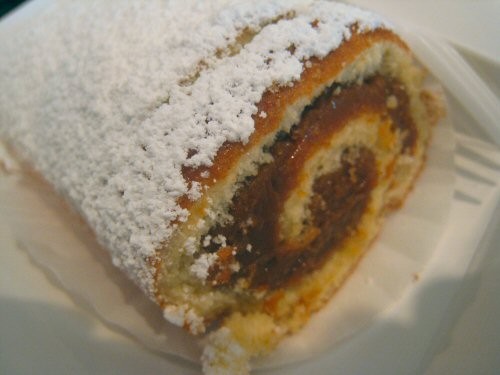
Bánh cuộn kèm dulce de leche
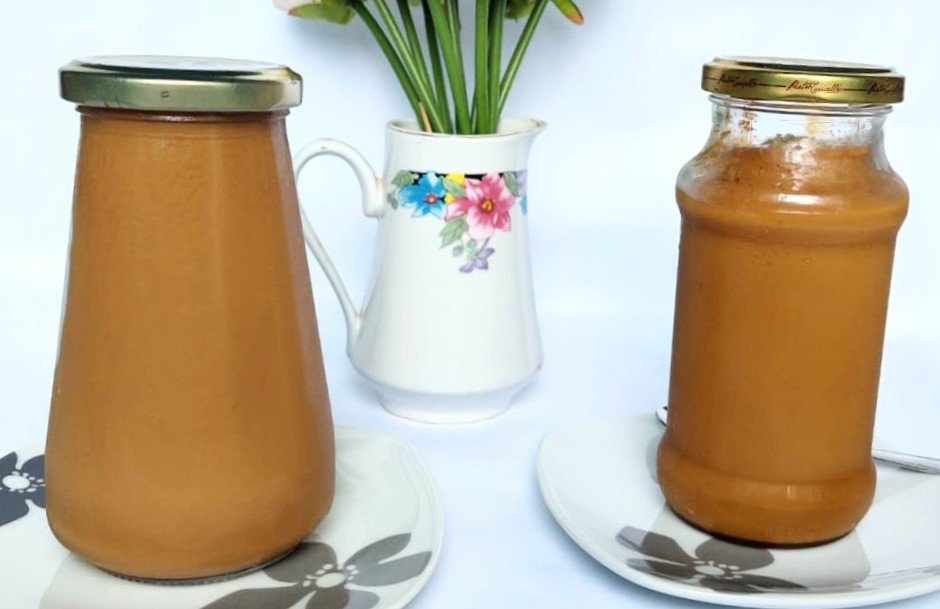
Dulce de leche đựng trong lọ thủy tinh